# Condado de Johnson (Kentucky)
El condado de Johnson (en inglés: Johnson County), fundado en 1843, es uno de 120 condados del estado estadounidense de Kentucky. En el año 2000, el condado tenía una población de 23,445 habitantes y una densidad poblacional de 35 personas por km². La sede del condado es Paintsville.

## Geografía
Según la Oficina del Censo, el condado tiene un área total de 425 km² (164,1 mi²), de la cual 420 km² (162,2 mi²) es tierra y 5 km² (1,9 mi²) (1.47%) es agua.

### Condados adyacentes
- Condado de Lawrence (norte)
- Condado de Martin (este)
- Condado de Floyd (sur)
- Condado de Magoffin (suroeste)
- Condado de Morgan (noroeste)

## Demografía
Según la Oficina del Censo en 2000, los ingresos medios por hogar en el condado eran de $24,911, y los ingresos medios por familia eran $29,142. Los hombres tenían unos ingresos medios de $29,762 frente a los $20,136 para las mujeres. La renta per cápita para el condado era de $14,051. Alrededor del 26.60% de la población estaban por debajo del umbral de pobreza.

## Localidades
|                                                                                               |                                                                 |                                                             |                                                                           |                                                                                    |                                                                                          |
| - Asa - Boons Camp - Butcher Hollow - Chandlerville - Collista - Denver - Dobson - East Point | - Elna - Flat Gap - Fuget - Hager Hill - Hargis - Keaton - Kerz | - Leander - Low Gap - Manila - Meally - Nero - Nippa - Odds | - Offutt - Oil Springs - Paintsville* - Redbush - River - Riceville - Sip | - Sitka - Staffordsville - Stambaugh - Swamp Branch - Thealka - Thelma - Tutor Key | - Van Lear - Volga - West Van Lear - Whitehouse - Williamsport - Winifred - Wittensville |